# جون بروكس (حكم كرة قدم)
جون بروكس (بالإنجليزية: John Brooks)‏ هو حكم كرة قدم بريطاني، ولد في 1990 في Melton Mowbray ‏ في المملكة المتحدة.